# جيريمي مورو
جيريمي مورو (بالفرنسية: Jérémy Moreau)‏ (مواليد 22 يوليو 1980 في بورجيس - فرنسا) لاعب كرة قدم فرنسي يلعب حاليا لصالح نادي الدرجة الأولى نيس الفرنسي منذ 2005 في مركز حارس مرمى .

## وصلات خارجية
- جيريمي مورو على موقع رابطة كرة القدم الفرنسية للمحترفين (الإنجليزية)
- جيريمي مورو على موقع قاعدة بيانات كرة القدم.إي يو (الإنجليزية)
- جيريمي مورو على موقع ليكيب (الفرنسية)